# 君が獣になる前に
『君が獣になる前に』（きみがけものになるまえに、英語: From the Dust.）は、さの隆による日本の漫画。『週刊ヤングマガジン』（講談社）にて、2021年45号から2023年15号まで連載された。
メディアミックスとして、2024年4月6日から6月22日までテレビ東京系列の「ドラマ24」枠にてテレビドラマが放送された。

## 登場人物
神崎 一（かんざき はじめ）
葬儀屋の社長。31歳。幼なじみの過去を調べているときに殺され、過去にタイムリープ。
希堂 琴音（きどう ことね）
若手人気俳優。25歳。666人の死傷者を出した史上最悪の毒ガステロの実行犯。一の幼なじみ。
塩見（しおみ）
琴音のマネージャー。
久保田 玄奘（くぼた げんじょう）
大物俳優。
ジュンペイ
元アイドルグループ「小宇宙」のメンバー。
宮ノ森 真由（みやのもり まゆ）
琴音と同じ事務所の俳優。
コンビニマシンガンズ
若手お笑いコンビ。
千田 ミヤコ（せんだ ミヤコ）
琴音と同じ事務所の新人。19歳。失踪していた。

## 書籍情報
- さの隆 『君が獣になる前に』 講談社〈ヤンマガKCスペシャル〉、全8巻
  1. 2022年1月6日発売[5][講 1]、ISBN 978-4-06-526470-6
  2. 2022年4月6日発売[講 2]、ISBN 978-4-06-527449-1
  3. 2022年6月6日発売[講 3]、ISBN 978-4-06-528105-5
  4. 2022年8月5日発売[講 4]、ISBN 978-4-06-528801-6
  5. 2022年10月6日発売[講 5]、ISBN 978-4-06-529459-8
  6. 2023年1月6日発売[講 6]、ISBN 978-4-06-530399-3
  7. 2023年3月6日発売[講 7]、ISBN 978-4-06-531048-9
  8. 2023年5月8日発売[講 8]、ISBN 978-4-06-531838-6

## テレビドラマ
2024年4月6日（5日深夜）から6月22日（21日深夜）までテレビ東京「ドラマ24」枠でテレビ東京系にて放送された。主演は北山宏光。

### キャスト

#### 主要人物
神崎一〈33〉
演 - 北山宏光（中学生時：岩間洵之介）
葬儀社社員。琴音とは家が近所で、仲が良かった。
希堂琴音〈25〉
演 - 玉城ティナ（幼少期：原田希桜）
若手人気女優であり、神崎の8歳下の幼なじみ。神崎のことをおにいと呼んで慕っている。

#### 琴音の関係者
宮ノ森真由
演 - 鳴海唯
琴音と同じ事務所に所属する若手女優。
三橋ジュンペイ
演 - 吉村界人
俳優であり、琴音の友人。
千田ミヤコ / 千田美弥子〈21〉
演 - 豊島心桜
琴音と同じ事務所に所属する新人女優。半年ほど前から行方不明になっている。
大久保玄奘
演 - 高橋光臣
実業家。琴音の主演映画に出資しており、琴音の無実を信じていると話すも、裏の顔を持つ。
塩見優
演 - 戸田菜穂
琴音の事務所のマネージャー。琴音から絶大な信頼を得ている。

#### 警察
柳信一郎
演 - 深水元基
山北署の刑事。琴音が起こした毒ガステロ事件を追っている。
高村
演 - 別紙慶一
柳と共にビースト事件の捜査を担当する刑事。
刑事
演 - 柴田常吉（第3話 - ）、長岩健人（第5話 - ）
山北警察署。

#### 謎の組織
井上カンナ（ガム女）
演 - ベッキー（幼少期：アンダーソン メロディー）
闇の組織に雇われる謎の女。井上隆議員の娘。母親は東欧共産圏の女性でハーフ。
義眼男
演 - 木原勝利
ジュンペイを殺害した男。

#### ゲスト

##### 第1話
被害者
演 - 瀬戸菜央、鑓水海人、河野萌、笠居祐花、芽衣子、楢原じゅんや、瀧美帆
ビースト事件被害者。
- 伊藤由紀[21]（第2話 - 第4話・第11話）

##### 第2話
ミヤコの友人
演 - 高間大暉

神崎和香子
演 - 西山繭子（第4話・第6話・第7話・第8話・第9話）
神崎一の母。彼が中学2年の時、琴音を助けて交通事故に巻き込まれ亡くなっている。
- 斎藤強、松田俊大、北川宏美、金子実樹

##### 第3話
井上隆
演 - 冨家ノリマサ（第4話 - 第6話・第10話・第11話）
自由国民党議員・外務副大臣。ビスケットルームに出入りしている。
俳優、演出家
演 - 鳥谷宏之（第5話・第6話）、渡辺慎一郎（第6話）
宮ノ森と琴音が参加していたワークショップの俳優と演出家。
マリ子
演 - 青羽里奈（第2話）

女性たち
演 - 小松姫菜乃（第4話・第6話）、竹内佐織（第4話 - 第6話）、長崎百華（第4話・第6話）、風月（第4話 - 第6話）、堀内佑琳加（第4話・第6話）、花岡まどか（第4話 - 第6話）
ビスケットルームに出入りしている女性たち。
黒服
演 - 澤井一希（第4話 - 第6話・第8話・第9話）、泉道壮真（第4話 - 第6話・第9話）、長島祥吾（第4話 - 第6話・第8話・第9話）、奥谷知弘（第4話）
ビスケットルームの黒服。
男性たち
演 - みっくけい（第4話・第9話）、多田無情（第4話 - 第6話・第8話・第9話）、Riccardo B（第4話）、中山稔康（第4話 - 第6話・第8話・第9話）、能登千佳夫（第4話・第6話・第8話・第9話）、箕輪修治（第4話 - 第6話・第8話・第9話）
ビスケットルームに出入りしている男たち。
アナウンサー
声 - 吉富千桜（第9話 - 第11話）、渡辺郁也

##### 第4話
- 宮崎隼人、多田昌史、濱仲太

##### 第5話
琴音の母
演 - 霧島れいか（第8話）

寛美憲正
演 - 猿山博昭（第9話）
株式会社「CAN BE」代表取締役社長。ビスケットルームに出入りしている。
男性
演 - 小川聡（第6話・第8話・第9話）、ニコラス・エリクソン（第6話・第8話・第9話）
ビスケットルームに出入りしている。

##### 第6話
女性
演 - 遠乃おと
かつてビスケットルームに出入りしていた女性。ガム女に始末される。
- 直井忠道[38]

##### 第7話
鳥飼真人
演 - 南出凌嘉（第8話 - 第11話）
地下街の毒ガステロに巻き込まれた学生。

##### 第8話
希堂大輔
演 - 森田晃太郎
琴音の父親。
教師
演 - 絵理子
鳥飼真人の学校の英語教師。

##### 第9話
上司
演 - 黒須洋嗣（第10話・第11話）
山北署での柳の上司
鳥飼真人の母
演 - 佐藤智美（第10話）

俳優
演 - 校條拳太朗
ドラマ「Slow Love」での希堂琴音の相手役。
警察官
演 - 遠山悠介、塩島弾
鳥飼真人が毒ガステロが起こると訴えた登尾交番の警察官。
大家
演 - 高橋信康
神崎一のアパートの大家。
- 植草朋樹（テレビ東京アナウンサー）（第10話）

##### 第10話
バーテンダー
演 - 齊藤広大
玄奘の経営するバーのバーテンダー。

##### 最終話
- 安達俊信

### スタッフ
- 原作 - さの隆『君が獣になる前に』（講談社）[49]
- 脚本 - 安里麻里、清水匡、當銘啓太[49]
- 監督 - 安里麻里、角田恭弥、松本拓[49]
- 音楽 - Teje、田井千里[49]
- 主題歌 - Hiromitsu Kitayama「THE BEAST」（TOBE MUSIC）[50]
- 音楽プロデューサー - 田井モトヨシ[49]
- 特殊メイク - 梅沢壮一
- ガンエフェクト - 遊佐和寿
- 警察監修 - 大橋菊夫
- アクションコーディネーター - 高木英一、宮崎剛（第9話[51][注 6]、第10話[52][注 7]）（ジャパンアクションエンタープライズ）
- キャスティングスーパーバイザー - 柿崎ゆうじ
- チーフプロデューサー - 祖父江里奈（テレビ東京）[49]
- プロデューサー - 松本拓（テレビ東京）、高橋香奈実[49]
- 制作 - テレビ東京、The icon
- 製作著作 - 「君が獣になる前に」製作委員会

### 放送日程
| 各話   | 放送日  | サブタイトル                               | 脚本              | 監督     |
| ------ | ------- | ------------------------------------------ | ----------------- | -------- |
| 第1話  | 4月06日 | 史上最悪のテロ…犯人は俺の幼なじみ          | 安里麻里          | 安里麻里 |
| 第2話  | 4月13日 | 彼女を救うためのループが始まる。           | 安里麻里          | 安里麻里 |
| 第3話  | 4月20日 | フィクションの世界と闇。                   | 清水匡 安里麻里   | 角田恭弥 |
| 第4話  | 4月27日 | 彼女を追えば、全員消される                 | 當銘啓太 安里麻里 | 松本拓   |
| 第5話  | 5月04日 | 見えた希望と新たな絶望。                   | 當銘啓太 安里麻里 | 松本拓   |
| 第6話  | 5月11日 | 抗えぬ運命とラストメッセージ。             | 清水匡 安里麻里   | 角田恭弥 |
| 第7話  | 5月18日 | 彼女が選ぶ未来とは…                        | 安里麻里 清水匡   | 安里麻里 |
| 第8話  | 5月25日 | 血と後悔の過去から、獣の物語が動き出す。   | 安里麻里 當銘啓太 | 安里麻里 |
| 第9話  | 6月01日 | 狂い出す運命の歯車。                       | 當銘啓太 安里麻里 | 松本拓   |
| 第10話 | 6月08日 | 最後の贖罪と予期せぬ襲撃。                 | 當銘啓太 安里麻里 | 角田恭弥 |
| 第11話 | 6月15日 | ずっと彼女が求めていた答え。               | 安里麻里 當銘啓太 | 安里麻里 |
| 最終話 | 6月22日 | これで終わりにしよう、君と僕の獣の物語を。 | 安里麻里          | 安里麻里 |

### 放送局
| 放送期間               | 放送時間                     | 放送局         | 対象地域       | 備考   |
| ---------------------- | ---------------------------- | -------------- | -------------- | ------ |
| 2024年4月6日 - 6月22日 | 土曜 0:12 - 0:42（金曜深夜） | テレビ東京     | 関東広域圏     | 製作局 |
|                        |                              | テレビ大阪     | 大阪府         |        |
|                        |                              | テレビ愛知     | 愛知県         |        |
|                        |                              | テレビせとうち | 岡山県・香川県 |        |
|                        |                              | テレビ北海道   | 北海道         |        |
|                        |                              | TVQ九州放送    | 福岡県         |        |
| 2024年7月8日 - 9月23日 | 月曜 0:00 - 0:29（日曜深夜） | BSテレ東       | 全国           |        |

| テレビ東京系 ドラマ24                                                | テレビ東京系 ドラマ24                                                    | テレビ東京系 ドラマ24                                         |
| 前番組                                                               | 番組名                                                                   | 次番組                                                        |
| -------------------------------------------------------------------- | ------------------------------------------------------------------------ | ------------------------------------------------------------- |
| 闇バイト家族 （2024年1月6日 - 3月23日） - ※ここまで0:12 - 0:52に放送 | 君が獣になる前に （2024年4月6日 - 6月22日） - ※ここから0:12 - 0:42に放送 | 錦糸町パラダイス 〜渋谷から一本〜 （2024年7月13日 - 9月28日） |